# Compact Disk Dummies
Compact Disk Dummies is een Belgische electropunkband uit Desselgem. De groep bestaat uit de broers Lennert (1993) en Janus Coorevits (1995). Live spelen ze met Robin Wille op drums.

## Geschiedenis
De groep werd opgericht in 2008 en won datzelfde jaar Music Live en behaalde de tweede plaats op de Belgische editie van Kunstbende. De doorbraak kwam, nadat de twee broers als tieners Humo's Rock Rally wonnen in 2012 in de Ancienne Belgique. Ze eindigden voor onder andere Geppetto & The Whales en volgden zo School is Cool op.
In maart 2013 brachten ze hun eerste EP Mess with us uit, samen met hun eerste single The Reeling. De single bereikte op 27 april 2013 de eerste plaats in de De Afrekening van Studio Brussel en stond zes weken in de Vlaamse Ultratop 50. In de zomer 2013 volgden optredens, onder meer op de Lokerse Feesten en Pukkelpop.
In 2016 volgde hun debuutalbum Silver Souls dat op N.E.W.S. Records verscheen. Voor hun videoclip van Silver wonnen ze begin 2016 een Music Industry Award.
Vanaf september 2018 tot en met juni 2019 traden de twee broers op als allereerste vaste huisband in het Canvas-programma De Ideale Wereld. Ze schreven ook mee aan - en verschenen in verschillende muzikale sketches. Door hun drukke schema gaven ze eind 2019 de fakkel door aan Flip Kowlier. Vanaf het najaar van 2022 waren ze opnieuw te zien in het programma, die keer als sidekick.
Op 17 augustus 2019 stond Compact Disk Dummies voor de derde maal op Pukkelpop, ditmaal voor het eerst met een drummer, Robin Wille. Humo lauwerde het optreden als het vierde beste wat ze die dag op het festival zagen.
In oktober 2019 kwam hun ep Satellites uit, met daarop onder meer het titelnummer met Tom Barman als gastzanger.
Op 6 februari 2020 wonnen ze tijdens de uitreiking van de Music Industry Awards de prijs in de categorie Dance, voor onder andere Dimitri Vegas & Like Mike en Lost Frequencies.

### Neon Fever Dream
Het tweede album Neon Fever Dream verscheen op 15 mei 2020. Het kwam binnen op de 4e plek in de Belgische Ultratop en lead single I Remember behaalde op 30 mei 2020 de eerste plaats in De Afrekening van Studio Brussel.
Onder het pseudoniem Silver Sisters bracht Compact Disk Dummies op 30 juli 2020 een disco-remix uit van het nummer I Remember.
Doordat de release van het album middenin de coronacrisis viel, moesten alternatieve manieren gezocht worden om promo te voeren. Zo bezorgden de broers verschillende vinylplaten met de fiets. Het Deliverdummies concept (een parodie op koerierdienst Deliveroo) werd opgepikt door talloze media.
Ook waren Compact Disk Dummies de band die op 15 mei 2021 het eerste officiële concert in België mocht geven na 7 maanden zonder livemuziek. Dit gebeurde in de Gentse voetbalarena Ghelamco. Het testevent voor 300 mensen moest de logistiek, timing en financiële kant van grote evenementen met coronaprotocol bekijken.
Het was daarin een voorloper in België.

### Samenwerking met Brihang

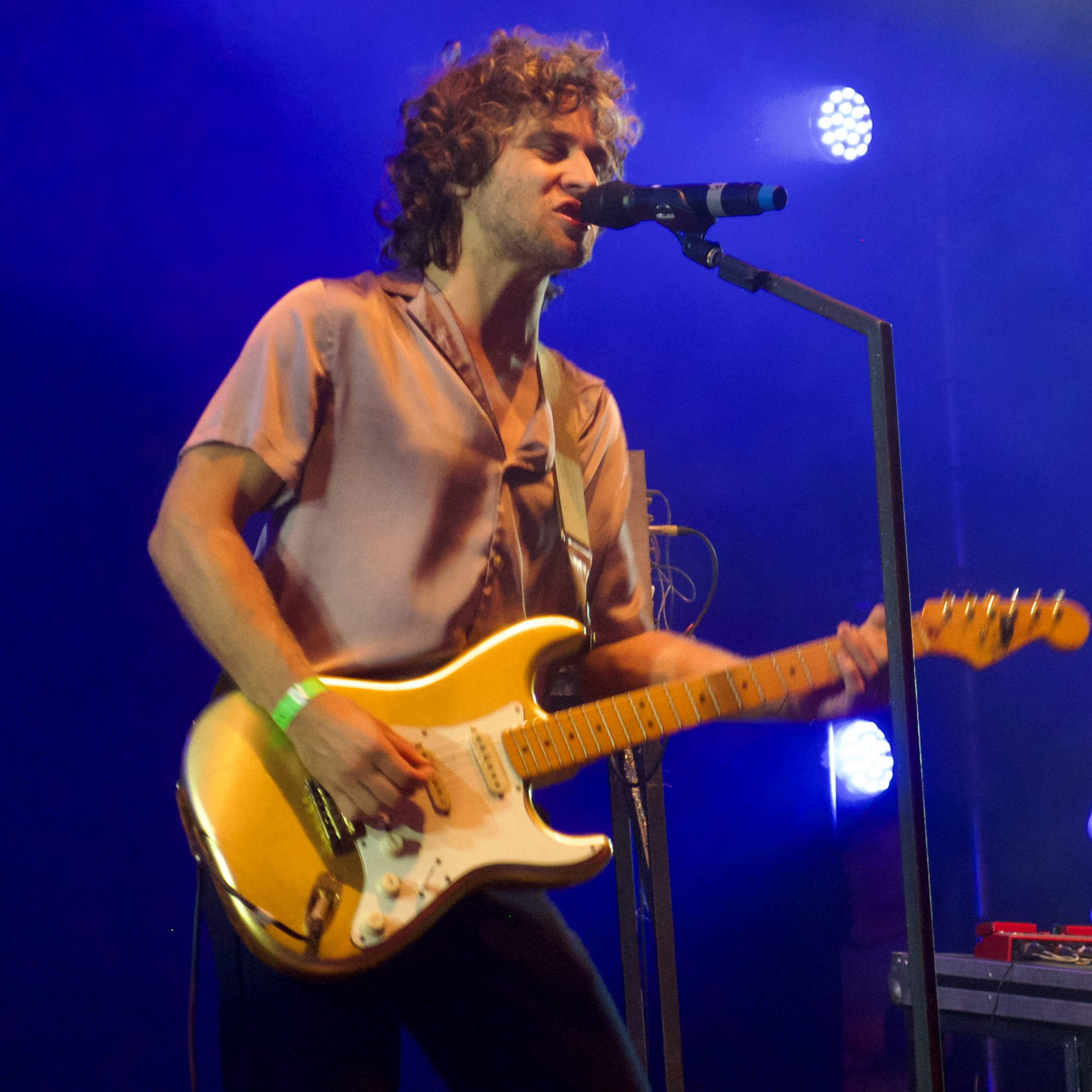
Lennert Coorevits in 2023

Voor de 'Week Van De Belgische Muziek' op televisiezender één werd van verschillende artiesten een live samenwerking verwacht. Compact Disk Dummies sloeg de handen in elkaar met Brihang en maakte een mashup van de nummers I remember en Steentje.
Op 2 juni 2023 verscheen de single There's No S*x Without You, die vijf weken lang op nummer 1 stond in de Vox (radioprogramma) lijst van Radio 1 (Vlaanderen).
Ze speelden die zomer op zowel de mainstage van Pukkelpop als die van Rock Werchter.

## Discografie

### Albums
- Silver Souls (06-05-2016)
- Neon Fever Dream (2020)
- The Signal (2024)

### Ep's
- Mess with us (11-03-2013)
- Satellites (2019)

### Singles
| Single met hitnotering(en) in de Vlaamse Ultratop 50 | Datum van verschijnen | Datum van binnenkomst | Hoogste positie | Aantal weken | Opmerkingen |
| ---------------------------------------------------- | --------------------- | --------------------- | --------------- | ------------ | ----------- |
| The reeling                                          | 11-03-2013            | 30-03-2013            | 38              | 6            |             |
| Mess with us                                         | 01-07-2013            | 20-07-2013            | tip36           | -            |             |
| What you want                                        | 09-09-2013            | 14-09-2013            | tip14           | -            |             |
| Holy love                                            | 14-03-2016            | 19-03-2016            | tip13           | -            |             |
| Silver                                               | 25-06-2016            |                       | tip             | -            |             |
| Girls Keep Drinking"                                 | 24/09/2016            |                       | tip22           | -            |             |
| Remain In Light"                                     | 25/02/2017            |                       | tip43           | -            |             |
| Cry For Me"                                          | 01/06/2019            |                       | tip13           | -            |             |
| Satellites (feat. Tom Barman)"                       | 28/09/2019            |                       | tip8            | -            |             |
| I Remember"                                          | 21/03/2020            |                       | tip3            | -            |             |
| Matter Of Time"                                      | 05/09/2020            |                       | tip11           | -            |             |
| On Repeat"                                           | 13/03/2021            |                       | tip10           | -            |             |